# Thajba bint Salman Al Khalifa
Thajba bint Salman Al Khalifa (...) è una sceicca bahreinita.

## Biografia
La sceicca Thajba è nata da Salman ibn Hamad Al Khalifa. Sposò il cugino Salman, figlio di suo zio Abdullah.

## Discendenza
Thajba bint Salman Al Khalifa e Salman bin Abdullah Al Khalifa ebbero tre figli e due figlie:
- Sceicco Khalid, sposato con la sceicca Marwa:
  - Sceicco Salman;
  - Sceicco Abdul Rahman;
  - Sceicca Thaqba.
- Sceicco Fahad, sposato con la sceicca Basma:
  - Sceicco Faisal;
  - Sceicco Salman;
  - Sceicco Abdullah;
  - Sceicco Rashid.
- Sceicco Muhammad, sposato con la sceicca Masheal:
  - Sceicco Salman;
  - Sceicca Al-Hanuf;
  - Sceicca Deem;
  - Sceicca Dhawya.
- Sceicca Reem, sposata con lo sceicco Hamad:
  - Un figlio;
  - Un figlio;
  - Un figlio;
  - Una figlia.
- Sceicca Haifa.

## Titoli e trattamento
- ? - attuale: Sua Altezza, la sceicca Thajba bint Salman Al Khalifa

## Ascendenza
|                               |     |     | Genitori |  |  | Nonni |  |  | Bisnonni |  |  | Trisnonni |  |
|                               |     |     |          |  |  |       |  |  | ...      |  |  | ...       |  |
|                               |     |     |          |  |  |       |  |  | ...      |  |  | ...       |  |
|                               |     | ... |          |  |  |       |  |  | ...      |  |  |           |  |
| Hamad ibn Isa Al Khalifa      |     |     |          |  |  |       |  |  | ...      |  |  |           |  |
|                               |     | ... | ...      |  |  |       |  |  |          |  |  |           |  |
|                               |     | ... | ...      |  |  |       |  |  |          |  |  |           |  |
|                               |     | ... | ...      |  |  |       |  |  |          |  |  |           |  |
| Salman ibn Hamad Al Khalifa   |     | ... |          |  |  |       |  |  |          |  |  |           |  |
|                               |     | ... | ...      |  |  |       |  |  |          |  |  |           |  |
|                               |     | ... | ...      |  |  |       |  |  |          |  |  |           |  |
|                               |     | ... | ...      |  |  |       |  |  |          |  |  |           |  |
| Aysha bint Ali Al Khalifa     |     | ... |          |  |  |       |  |  |          |  |  |           |  |
|                               |     | ... | ...      |  |  |       |  |  |          |  |  |           |  |
|                               |     | ... | ...      |  |  |       |  |  |          |  |  |           |  |
|                               |     | ... | ...      |  |  |       |  |  |          |  |  |           |  |
| Thajba bint Salman Al Khalifa |     | ... |          |  |  |       |  |  |          |  |  |           |  |
|                               | ... | ... |          |  |  |       |  |  |          |  |  |           |  |
|                               | ... | ... |          |  |  |       |  |  |          |  |  |           |  |
|                               | ... | ... |          |  |  |       |  |  |          |  |  |           |  |
| ...                           | ... |     |          |  |  |       |  |  |          |  |  |           |  |
|                               |     | ... | ...      |  |  |       |  |  |          |  |  |           |  |
|                               |     | ... | ...      |  |  |       |  |  |          |  |  |           |  |
|                               |     | ... | ...      |  |  |       |  |  |          |  |  |           |  |
| ...                           |     | ... |          |  |  |       |  |  |          |  |  |           |  |
|                               |     | ... | ...      |  |  |       |  |  |          |  |  |           |  |
|                               |     | ... | ...      |  |  |       |  |  |          |  |  |           |  |
|                               |     | ... | ...      |  |  |       |  |  |          |  |  |           |  |
| ...                           |     | ... |          |  |  |       |  |  |          |  |  |           |  |
|                               |     | ... | ...      |  |  |       |  |  |          |  |  |           |  |
|                               |     | ... | ...      |  |  |       |  |  |          |  |  |           |  |
|                               |     | ... | ...      |  |  |       |  |  |          |  |  |           |  |
|                               |     | ... |          |  |  |       |  |  |          |  |  |           |  |